# Plaza de la República (Liubliana)
La plaza de la República (en esloveno: Trg republike), al principio llamada la plaza de la Revolución, es la plaza más grande de la ciudad de Liubliana, la capital de Eslovenia. Fue proyectada en la segunda mitad del siglo XX por Edvard Ravnikar. Tiene gran importancia histórica y simbólica puesto que la independencia de Eslovenia se declaró aquí el 26 de junio de 1991. El edificio de la Asamblea Nacional se sitúa en su lado norte y la Sala Cankar en el lado sur.